# Fort Francipani
Fort Francipani (ook gespeld als Francipany of Francipanie) was een fort dat behoorde tot de Linie van de Nieuwe Vaart, onderdeel van de Staats-Spaanse Linies.
Aangelegd in 1644, bleef dit fort in Zuid-Nederlands bezit, ook nadat de Staatsen in 1645 Hulst hadden ingenomen, en ook een aantal Spaanse forten.
Het was een vierkant fort, met zijden van 350 m en bastions op de hoeken. Het fort was voorzien van een glacis en een gracht met bedekte weg. Tijdens de Spaanse Successieoorlog zou het nog aangepast zijn door de Franse vestingbouwer Vauban.
Tegenwoordig zijn de verdedigingswal en gracht aan de westzijde nog vrijwel intact, terwijl aan de oostzijde de grondindeling en wat reliëf nog van het fort getuigen. De gebouwen in het centrum van het fort zijn van meer recente datum.
Het fort is in privaat bezit en gewoonlijk niet toegankelijk.